# Frank G. Slaughter
Frank Gill Slaughter, född 25 februari 1908, död 17 maj 2001, var en amerikansk läkare och bestsellerförfattare.